# Nachtaffen
Die Nachtaffen (Aotus, Aotidae) sind eine Primatengattung und -familie aus der Gruppe der Neuweltaffen. Nachtaffen sind die einzigen nachtaktiven Affen und neben den Koboldmakis die einzigen nachtaktiven Trockennasenprimaten. Sie sind in Mittel- und Südamerika verbreitet, leben in Familiengruppen und ernähren sich vorwiegend von Früchten. Die Anzahl der Arten ist nicht restlos geklärt, derzeit werden 10 bis 13 Arten unterschieden.

## Merkmale
Nachtaffen sind relativ kleine Primaten. Sie erreichen eine Kopfrumpflänge von 24 bis 37 Zentimetern, wozu noch ein 31 bis 40 Zentimeter langer Schwanz kommt. Das Gewicht variiert von 0,7 bis 1,2 Kilogramm. Im Gegensatz zu vielen anderen Neuweltaffen sind die Geschlechter annähernd gleich groß und unterscheiden sich auch nicht in der Fellfärbung.
Das Fell der Nachtaffen ist weich und dicht, bei den im Gebirge lebenden Arten ist es verlängert. Es ist am Rücken und an der Außenseite der Gliedmaßen olivbraun bis schwarzgrau und am Bauch und an der Innenseite der Gliedmaßen gelbbraun bis orangebraun gefärbt. Der Nacken kann grau oder rötlich gefärbt sein, dies dient zur Unterscheidung zweier Artengruppen (siehe Systematik). Der Schwanz ist lang und buschig, seine Spitze ist oft schwarz, im Gegensatz zu einigen anderen Neuweltaffen kann er nicht als Greifschwanz eingesetzt werden. Die Beine sind als Anpassung an die teilweise springende Fortbewegung verlängert, an der vierten Zehe haben sie einen krallenähnliche geformten Nagel – analog zur Putzkralle der Feuchtnasenaffen. Der Daumen ist nur ansatzweise opponierbar.
Der Kopf ist rundlich, die Ohren sind klein und häufig im Fell verborgen. Die Augenhöhlen sind auffallend groß, die Augen sind groß und braun. Im Gegensatz zu den häufig nachtaktiven Feuchtnasenaffen weist ihr Augen kein Tapetum lucidum auf, dagegen ist ihre Netzhaut mit Stäbchen und Zapfen versehen. Aus diesen Gründen dürfte die Nachtaktivität kein ursprüngliches, sondern ein sekundär wieder erworbenes Merkmal dieser Tiere sein. Allerdings haben sie nur eine Art von Zapfen, ihre Farbwahrnehmung ist daher eingeschränkt. Über und unter den Augen und manchmal auch unter dem Maul befinden sich weiße Felder. Entlang des Gesichtes ziehen sich drei dunkle Streifen, einer über die Stirn – wo er dreieckig verbreitert sein kann – bis zur Nase und jeweils einer außerhalb eines jeden Auges.
Die Zahnformel der Nachtaffen lautet I2-C1-P3-M3, insgesamt haben sie also 36 Zähne. Die mittleren oberen Schneidezähne sind sehr groß, die hintersten Molaren hingegen sehr klein. Unter ihrem Kinn haben sie einen Kehlsack, der zur Verstärkung ihrer Laute dient.

## Verbreitung und Lebensraum
Nachtaffen sind im südlichen Mittel- und in Südamerika beheimatet. Ihr Verbreitungsgebiet erstreckt sich von Panama im Norden über Kolumbien – wo eine große, noch nicht restlos entschlüsselte Artenvielfalt herrscht – und über Brasilien und Peru bis nach Bolivien, Paraguay und dem nördlichen Argentinien im Süden. Sie fehlen allerdings im nordöstlichen und östlichen Teil Südamerikas. Lebensraum dieser Tiere sind Wälder, wobei sie in verschiedensten Waldtypen vorkommen können. Sie sind in tropischen Regenwäldern ebenso zu sehen wie in trockenen, laubwerfenden Wäldern. Im Gebirge kommen sie in Höhen von bis zu 3200 Metern vor.

## Lebensweise

### Aktivitätszeiten und Fortbewegung

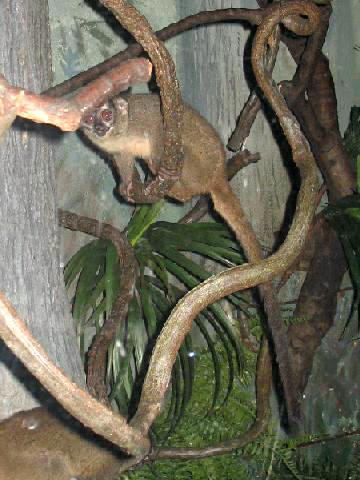
Östlicher Graukehl-Nachtaffe (Aotus trivirgatus)

Nachtaffen sind Baumbewohner. Es gibt jedoch keine Höhenpräferenz in den Bäumen, sondern sie können sich in allen Höhenlagen aufhalten. Im Geäst bewegen sie sich meist auf allen vieren fort, können jedoch auch gut springen. Die meisten Nachtaffen sind nachtaktiv, lediglich die Populationen im äußersten Süden des Verbreitungsgebietes haben eine kathemerale Lebensweise, das heißt, es gibt keinen ausgeprägten Tag-Nacht-Rhythmus.
In den Ruhezeiten ziehen sie sich in Baumhöhlen oder Pflanzendickichte zurück. Rund 15 Minuten nach Sonnenuntergang kommen sie aus ihren Schlafplätzen und sind bis Mitternacht aktiv. Dann halten sie eine eineinhalb- bis zweistündige Rast, bevor sie erneut auf Nahrungssuche gehen. Vor Sonnenaufgang ziehen sie sich wieder in ihre Ruheplätze zurück. Sie sind auf das Mondlicht angewiesen, bei sehr dunklen Neumondnächten ist ihre Aktivität eingeschränkt.
Ihre nächtlichen Streifzüge sind bis zu 800 Meter lang, die Länge hängt jedoch von der Jahreszeit und vom Licht ab. In der Trockenzeit sind die Wegstrecken kürzer (rund 250 Meter), was mit dem größeren, gehäufteren Angebot an Früchten zusammenhängt. Die Streifzüge in hellen Nächten sind rund doppelt so lang wie in dunklen. In dunklen Nächten folgen sie Routen, die sie zuvor geruchlich markiert haben – durch Urinieren auf ihre Pfoten oder mit dem Sekret einer Drüse unter der Schwanzwurzel.

### Sozialverhalten und Kommunikation
Nachtaffen leben in Familiengruppen aus zwei bis fünf Tieren. Diese setzen sich aus einem Männchen, einem Weibchen und dem gemeinsamen Nachwuchs zusammen. Traditionell ging man davon aus, dass Männchen und Weibchen monogam sind, das heißt, dass die Partner lebenslang zusammenleben. Zumindest bei einer Art, dem Südlichen Rotkehl-Nachtaffen, dürfte das Sozialverhalten aber flexibler sein und es häufiger zum Austausch eines Partners kommen. Innerhalb der Gruppe kommt es selten zu aggressivem Verhalten. Die Gruppenmitglieder bleiben nahe beisammen, sie entfernen sich nie mehr als 10 Meter voneinander. Auch schlafen sie eng aneinander gekuschelt. Im Gegensatz zu anderen in Familiengruppen lebenden Primaten kommt es sehr selten zur gegenseitigen Fellpflege (Grooming).
Nachtaffen sind territoriale Tiere, das Revier einer Familiengruppe umfasst 3 bis 10 Hektar. Die Reviere werden gegen fremde Gruppen verteidigt. Treffen zwei Gruppen zusammen, etwa bei einem fruchttragenden Baum an der Reviergrenze, kommt es zu lauten Schreien, ritualisiertem Springen mit gestreckten Beinen, Verfolgungsjagden und Kämpfen. Diese Auseinandersetzungen dauern rund 10 Minuten, es „gewinnt“ keine Gruppe, sondern beide ziehen sich in ihr Territorium zurück.
Neben den Schreien zur Verteidigung des Territoriums gibt es auch Warnlaute und Laute, die auf Nahrungsquellen hinweisen. Auffällig sind Serien von mehreren eulenartigen Rufen, die vorwiegend von Einzeltieren in der Nacht ausgestoßen werden. Diese Rufe dienen vermutlich zur Anlockung eines Partners, ihnen verdanken die Tiere auch ihren englischen Namen owl monkeys (=„Eulenaffen“).

### Nahrung
Nachtaffen sind in erster Linie Fruchtfresser, die ihre Nahrung mit anderen Pflanzenteilen und Kleintieren ergänzen. Sie bevorzugen kleine, reife Früchte und können auch große Fruchtbäume besuchen, da sie durch ihre nachtaktive Lebensweise die Konkurrenz zu tagaktiven, dominanteren Arten vermeiden. Der Fruchtanteil an der Nahrung ist bei Tieren in tropischen Regionen höher als bei Tieren in Regionen mit saisonalem Klima. Diese greifen – insbesondere in der Regenzeit, wenn das Fruchtangebot limitiert ist – auch auf Blätter, Blüten und andere Pflanzenteile zurück.
Die Jagd auf Kleintiere erfolgt vorwiegend in der Dämmerung. Sie sind geschickt darin, fliegende Insekten aus der Luft zu fangen oder krabbelnde Tiere auf den Ästen zu jagen. An Beutetieren sind beispielsweise Springschrecken, Nachtfalter, Käfer und Spinnen bekannt.

### Fortpflanzung und Jungenaufzucht
Über die Fortpflanzung der Nachtaffen in freier Wildbahn ist wenig bekannt, fast alle Forschungsergebnisse stammen von Tieren in Gefangenschaft und könnten sich beträchtlich von freilebenden Tieren unterscheiden.
In Gefangenschaft können Geburten das ganze Jahr über erfolgen. Bei den Tieren im klimatisch stark schwankenden nördlichen Argentinien gibt es eine feste Paarungszeit, die Geburten fallen in den Beginn der Regenzeit zwischen September und November. Es ist unklar, ob die Fortpflanzung bei allen Arten saisonal ist, oder ob sie bei Arten in tropischen Regionen das ganze Jahr über erfolgen kann. Die Männchen produzieren äußerst wenig Spermien, möglicherweise eine Anpassung an die monogame Lebensweise. Da sie sich nur einmal im Jahr und nur mit einem Weibchen fortpflanzen, wäre eine höhere Spermienproduktion Energieverschwendung.
Nach einer rund 130- bis 140-tägigen Tragzeit bringt das Weibchen meist ein einzelnes Jungtier zur Welt. Zwillingsgeburten kommen vor, sind aber selten. Das Geburtsintervall liegt bei rund 12 Monaten, das heißt, das Weibchen kann jedes Jahr ein Kind austragen. Neugeborene Nachtaffen wiegen rund 100 Gramm und klammern sich zunächst instinktiv an den Bauch der Mutter. Doch schon nach wenigen Tagen beginnt der Vater, die Hauptverantwortung für das Junge zu übernehmen. Er ist es, der das Junge herumträgt, es an sich gekuschelt schlafen lässt und mit ihm spielt, und er übergibt es der Mutter nur zum Säugen. In den ersten Lebenswochen tragen auch manchmal die älteren Geschwister, die sich noch in ihrer Geburtsgruppe aufhalten, das Junge, später wird es ihnen zu schwer. Nach drei bis vier Wochen klammern sich die Jungtiere nicht mehr an den Bauch des Vaters, sondern reiten auf dessen Rücken. Mit spätestens sechs Wochen nehmen sie erstmals feste Nahrung zu sich, und mit fünf Monaten werden sie nicht mehr getragen, sondern bewegen sich selbstständig fort. Endgültig entwöhnt werden sie aber erst mit rund sieben Monaten. Die Sterblichkeit der Jungtiere in den ersten sechs Lebensmonaten ist verglichen mit anderen Primaten sehr gering, was vermutlich an der intensiven elterlichen Fürsorge liegt.
Die Geschlechtsreife tritt im Alter von ein bis zwei Jahren ein, körperlich gänzlich ausgewachsen sind Nachtaffen allerdings erst mit vier bis fünf Jahren. Mit rund zwei bis drei Jahren verlassen sowohl männliche als auch weibliche Jungtiere ihre Geburtsgruppe. Bereits vorher setzen sie sich zunehmend von ihren Eltern ab, sie trennen sich häufiger von ihnen und schlafen auch in unterschiedlichen Bäumen. Nach der Trennung leben sie zunächst einzelgängerisch, bis sie einen Partner finden und ein eigenes Territorium etablieren können.
Die Lebenserwartung in freier Wildbahn ist nicht bekannt, ein über 13-jähriges Weibchen und ein über 11-jähriges Männchen konnten sich immer noch fortpflanzen. In menschlicher Obhut können diese Tiere über 25 Jahre alt werden.

## Nachtaffen und Menschen
Seit den 1960er-Jahren wurden Nachtaffen intensiv in Tierversuchen, insbesondere in der Malariaforschung eingesetzt. Dazu wurden ursprünglich freilebende Tiere gejagt, was mancherorts die Populationen dezimiert hat. Diese Praxis ist jedoch heute von den USA und den meisten südamerikanischen Ländern untersagt. In geringem Ausmaß werden die Tiere aufgrund ihres Fleisches und Felles bejagt, manchmal werden auch Jungtiere gefangen und zu Heimtieren gemacht, was oft mit der Tötung der Eltern einhergeht. Die kolumbianischen Arten leiden auch am dortigen bewaffneten Konflikt, was die Umsetzung von Schutzmaßnahmen erschwert. Die größte Bedrohung stellt heute die fortschreitenden Vernichtung ihres Lebensraumes durch Waldrodungen dar. Aufgrund ihrer Anpassungsfähigkeit an verschiedene Waldtypen sind sie jedoch weniger gefährdet als andere amerikanische Primaten. Angaben zum genauen Gefährdungsgrad sind bei einigen Arten aufgrund des unklaren Verbreitungsgebietes kaum anzugeben. Die IUCN listet vier Arten (Brumback-, Grauhand-, Kolumbianischer und Anden-Nachtaffe) als „gefährdet“ (vulnerable) und zwei weitere (Panama- und Hernández-Camacho-Nachtaffe) unter „zu wenig Daten vorhanden“ (data deficient).

## Systematik
Die Nachtaffen werden zu den Neuweltaffen (Platyrrhini) gerechnet, manchmal findet sich für die Familie die Bezeichnung Nyctipithecidae statt Aotidae. Ihre Schwestergruppe sind entweder die Kapuzineraffen (Cebidae) oder das gemeinsame Taxon aus Kapuziner- und Krallenaffen.
Der wissenschaftliche Name ist aus der griechischen Vorsilbe a (nicht) und dem griechischen Wort otus (des Ohres) gebildet und bezieht sich auf die im Fell versteckten Ohren.
Alle Population der Nachtaffen ähneln einander in ihrem Äußeren, unterscheiden sich aber in der Chromosomenzahl. Anhand der Färbung der Kehle wurden die Nachtaffen in zwei Gruppen eingeteilt, eine urtümlichere Graukehl-Gruppe, deren Vertreter nördlich des Amazonas leben, und eine Rotkehl-Gruppe südlich des Amazonas. In älteren Systematiken wurden manchmal alle Tiere oder zumindest alle Graukehl- und alle Rotkehl-Nachtaffen zu jeweils einer Art zusammengefasst. Vergleiche von jeweils 10 Markern aus der Kern-DNA und der mitochondrialen DNA zeigten jedoch, dass die Einteilung in eine Graukehl-Gruppe und eine Rotkehl-Gruppe nicht die tatsächlichen Verwandtschaftsverhältnisse widerspiegelt. Vielmehr lässt sich die Gattung in eine nördliche und eine südliche Gruppe unterteilen.
- nördliche Gruppe
  - Brumback-Nachtaffe (Aotus brumbacki)
  - Grauhand-Nachtaffe (Aotus griseimembra)
  - Kolumbianischer Nachtaffe (Aotus lemurinus)
  - Anden-Nachtaffe (Aotus miconax)
  - Nancy-Ma-Nachtaffe (Aotus nancymaae)
  - Östlicher Graukehl-Nachtaffe (Aotus trivirgatus)
  - Spix-Nachtaffe (Aotus vociferans)
  - Panama-Nachtaffe (Aotus zonalis)
- südliche Gruppe
  - Azara-Nachtaffe (Aotus azarae)
  - Bolivien-Nachtaffe (Aotus boliviensis)
  - Brasilianischer Nachtaffe (Aotus infulatus)
  - Schwarzköpfiger Nachtaffe (Aotus nigriceps)

Außerdem wurde noch der Hernández-Camacho-Nachtaffe (Aotus jorgehernandezi) beschrieben, der bislang nur durch ein einziges in menschlicher Obhut gehaltenes Exemplar bekannt ist, das aus dem Nationalpark Los Nevados stammen sollte.